# Iporá (Goiás)
| \| Iporá \|                   |
| Lage der Stadt Iporá in Goiás |
| Iporá                         |

| Iporá |

Iporá, amtlich portugiesisch Município de Iporá, ist eine 1949 selbstständig gewordene brasilianische politische Gemeinde, die davor zu Goiás Velho gehörte, im Bundesstaat Goiás in der Mesoregion Zentral-Goiás und in der gleichnamigen Mikroregion Iporá. Sie liegt westlich der brasilianischen Hauptstadt Brasília und von Goiânia, der Hauptstadt des Bundesstaates.

## Geographische Lage
Iporá grenzt
- im Norden an die Gemeinden Diorama und Jaupaci
- im Osten an Israelândia und Moiporá
- im Südosten an Ivolândia
- im Süden an Amorinópolis
- im Westen an Arenópolis